# Gilmar (cartunista)
Gilmar Machado Barbosa, mais conhecido apenas como Gilmar, é um cartunista baiano. Começou sua carreira em 1984, no jornal A Voz de Mauá. Desde então tem publicado em diversos jornais e revistas, como Diário de S. Paulo, Folha de S. Paulo, Você S/A, OPasquim21 e Vida Económica (este último, de Portugal), entre outros. Em 2003, foi eleito o melhor cartunista brasileiro pelo Troféu HQ Mix. e Prêmio Vladimir Herzog, categoria artes. É autor de 10 livros de cartuns e quadrinhos, 5 deles adotados pelo governo para distribuição em bibliotecas públicas.